# Weilheim in Oberbayern
Pour les articles homonymes, voir Weilheim.
Weilheim in Oberbayern est une ville de Bavière (Allemagne), située dans l'arrondissement de Weilheim-Schongau, dans le district de Haute-Bavière.

## Images

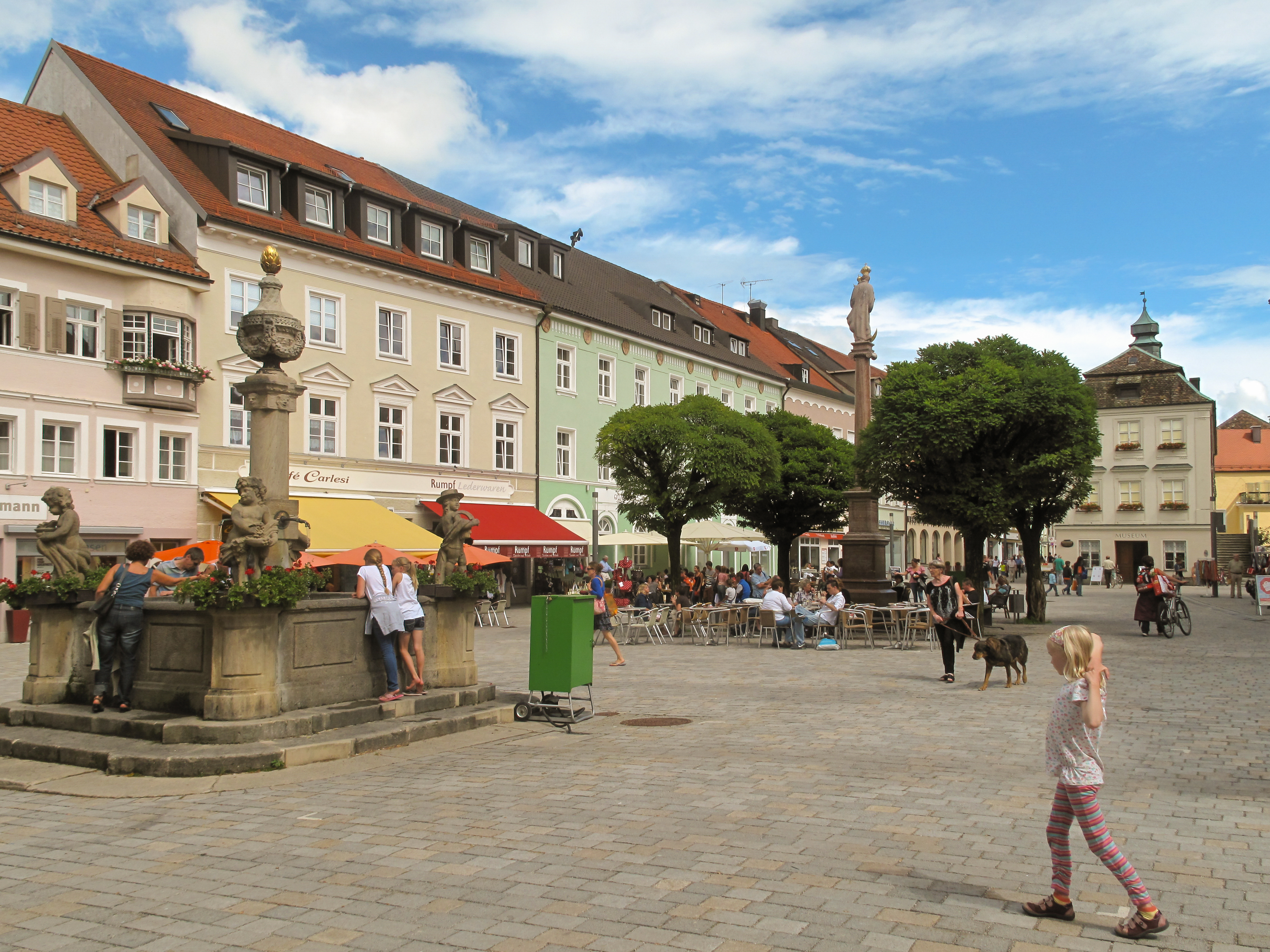
Weilheim, place: der Marienplatz
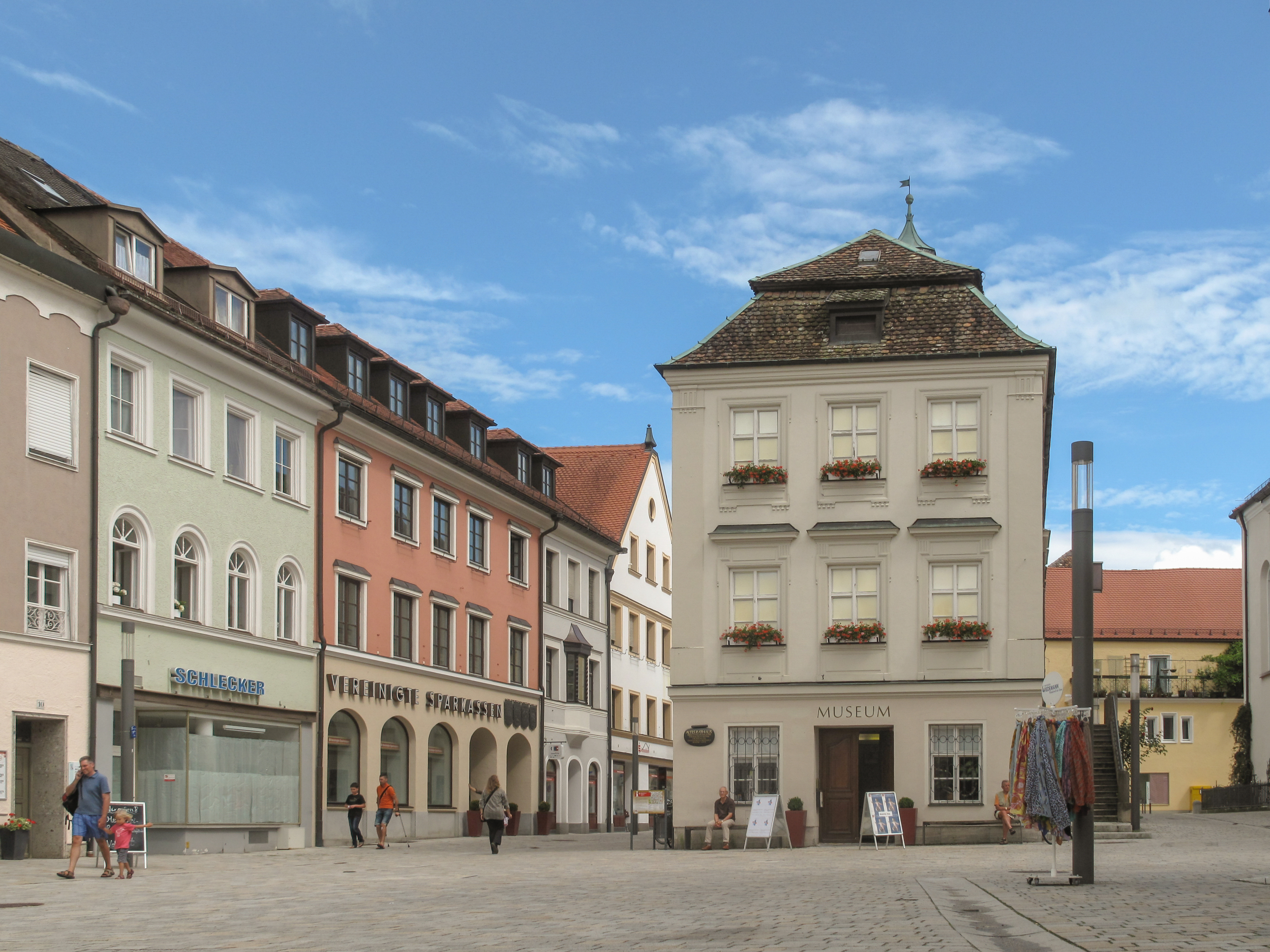
Weilheim, musée (Stadtmuseum) dans l'ancien hôtel de ville depuis dem Marientplatz
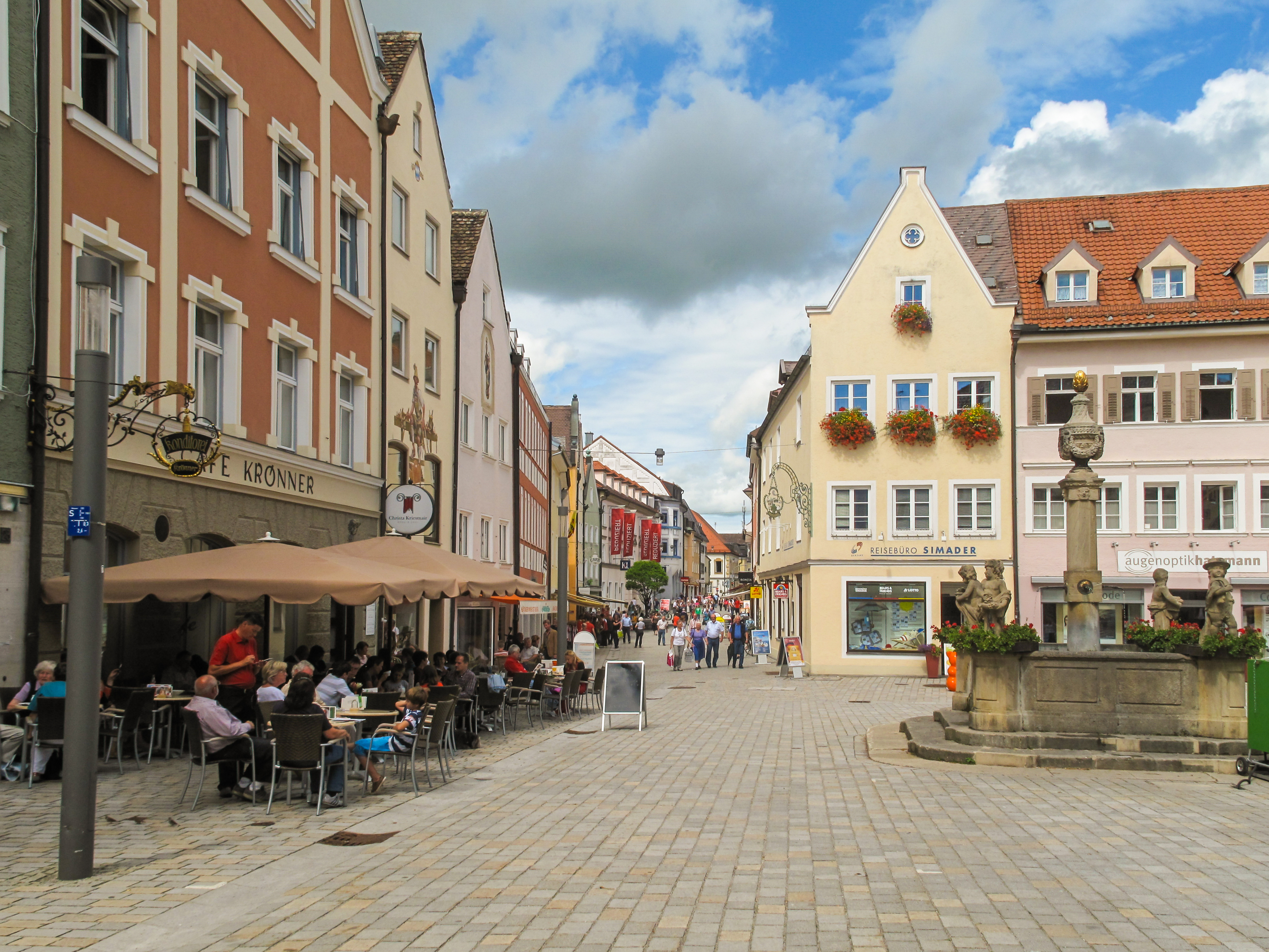
Weilheim, vue dans la rue: die Schmiedstrasse
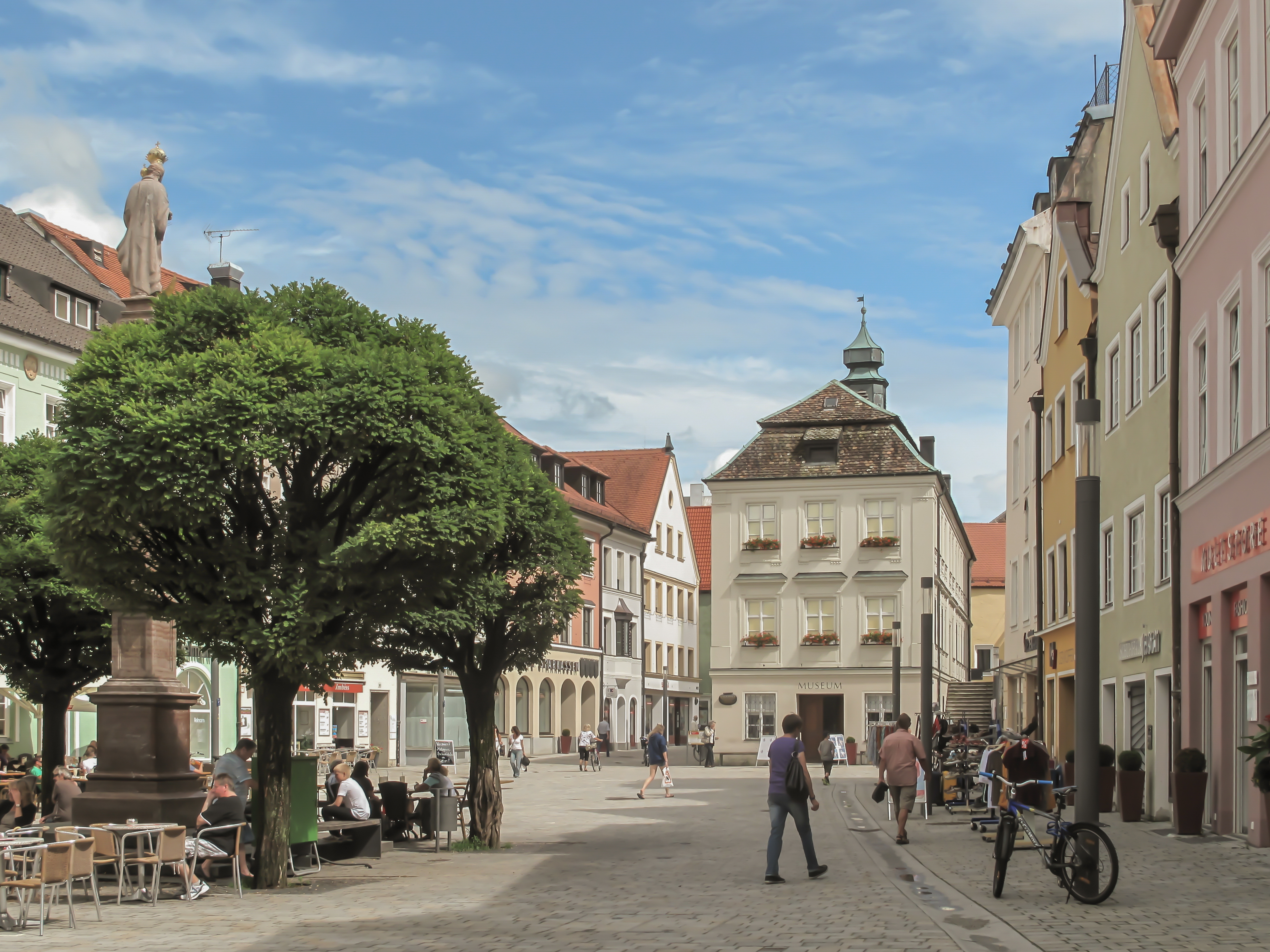
Weilheim, musée (Stadtmuseum) dans l'ancien hôtel de ville
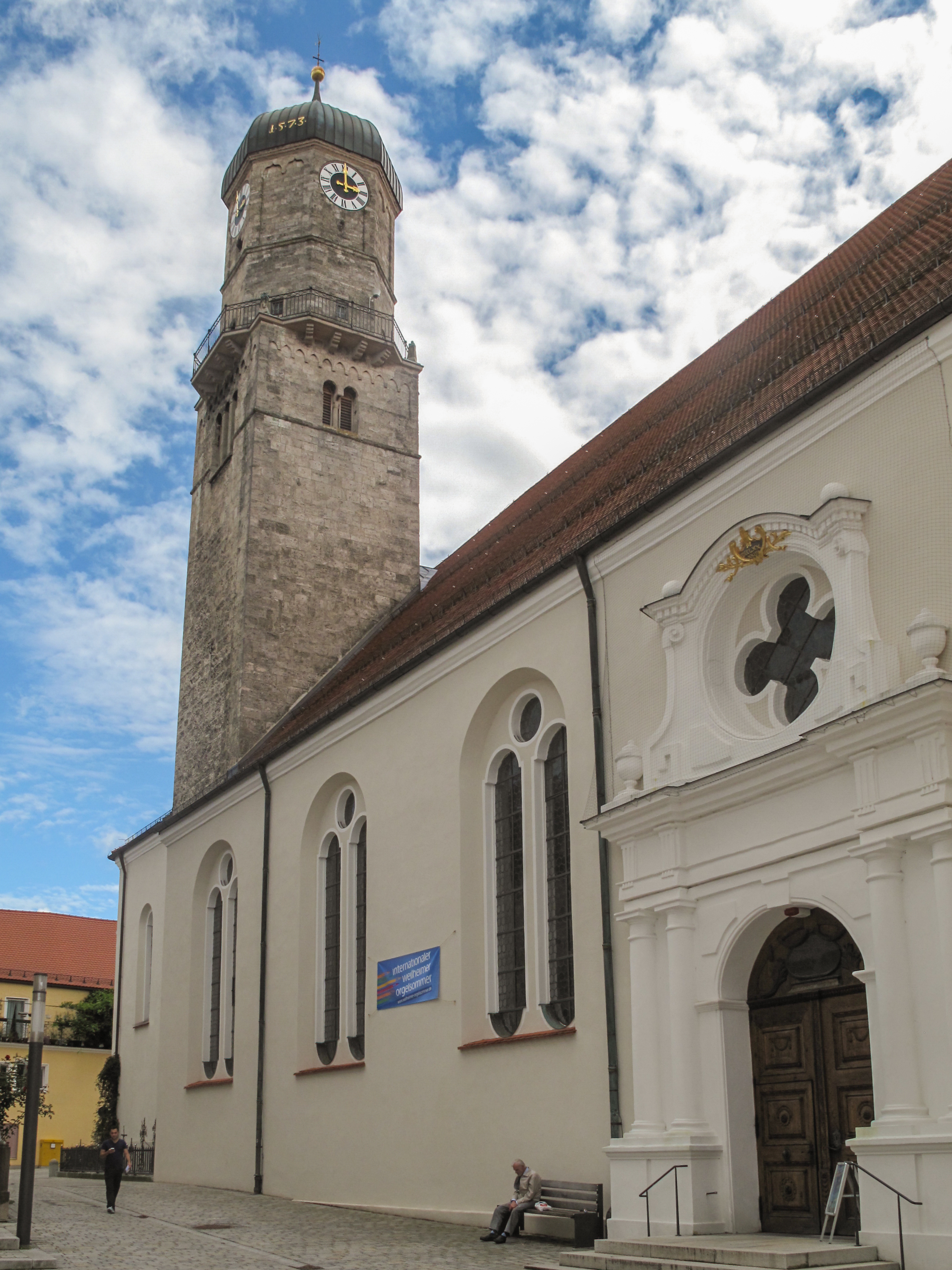
Weilheim, tour de l'église (Sankt Mariä Himmelfahrt Kirche)
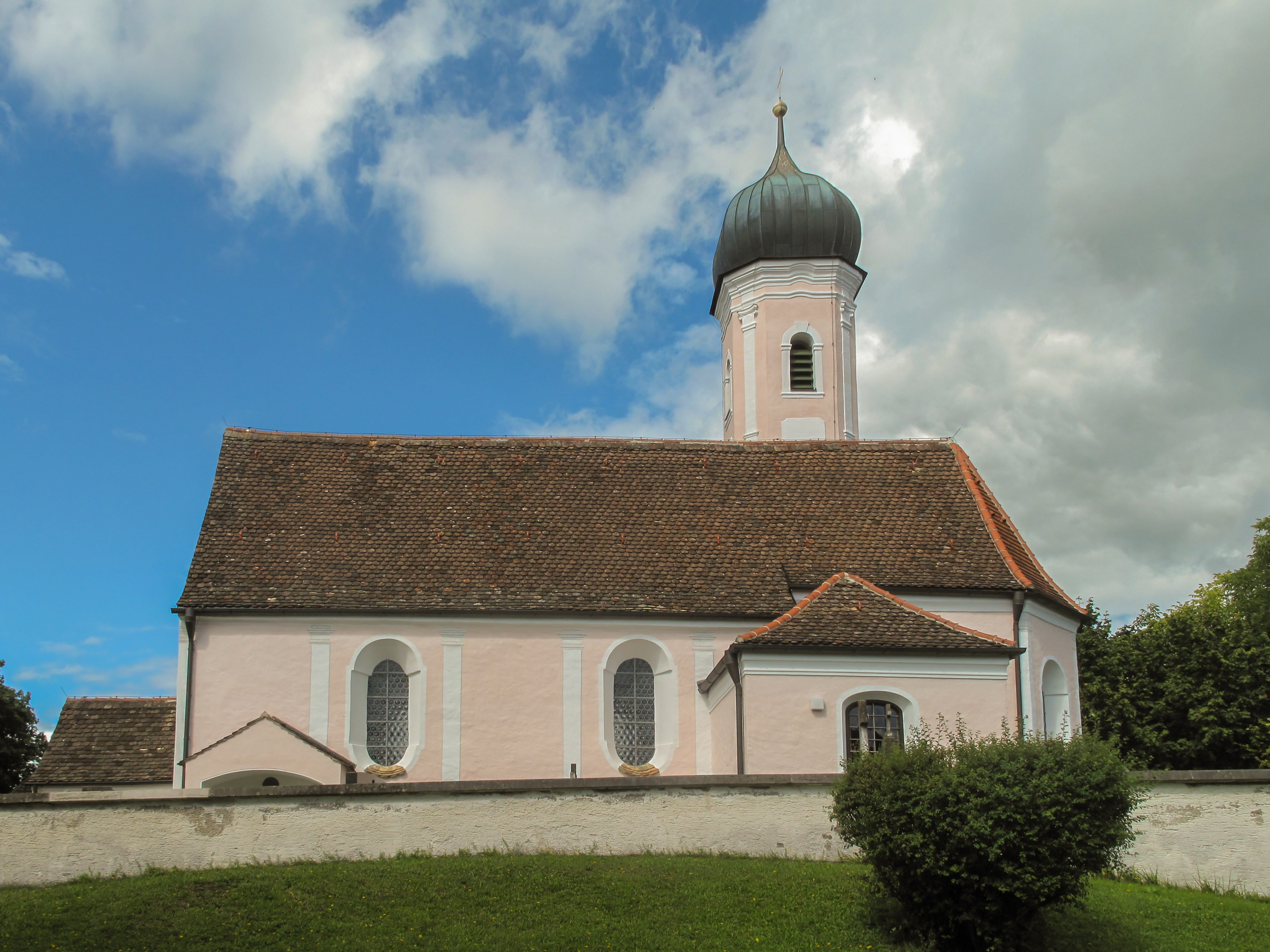
Deutenhausen, église: die Sankt Johann Kirche
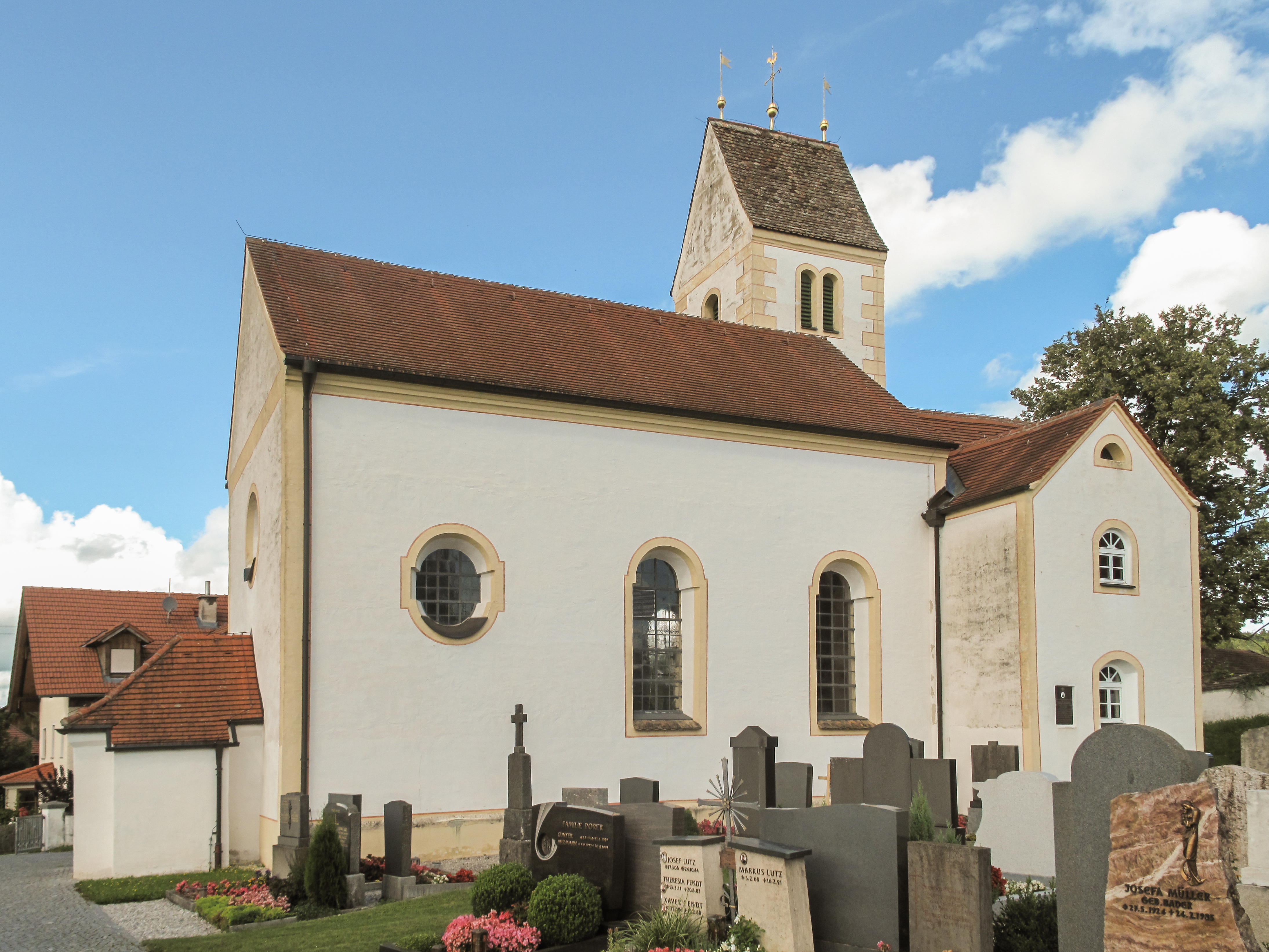
Marnbach, église: die Sankt Michael Kirche

## Jumelage
- Narbonne (France)

## Personnalités
- Wolfgang Glaner y fut orfèvre au XVIe siècle.
- Le footballeur Thomas Müller, international allemand du Bayern Munich est né dans la commune.
- Le prix Nobel de physique Wilhelm Röntgen avait une maison à Weilheim et est citoyen d'honneur de la ville.